# Louis Thiry
Pour les articles homonymes, voir Thiry.
Louis Thiry, né le 15 février 1935 à Fléville-devant-Nancy et mort le 27 juin 2019 à Mont-Saint-Aignan, est un organiste, improvisateur, professeur et compositeur français aveugle.

## Biographie

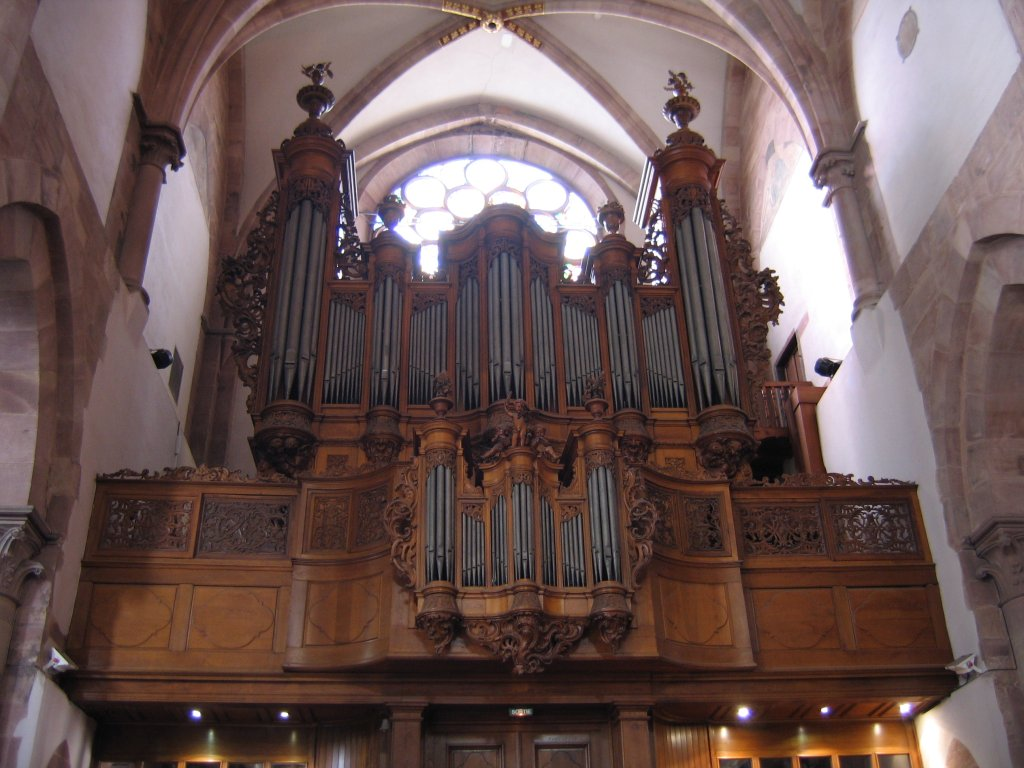
L'orgue de l'église Saint-Thomas de Strasbourg de Johann Andreas Silbermann, construit en 1741 et rénové en 1979 sur lequel Louis Thiry a enregistré L'Art de la fugue de Jean-Sébastien Bach.

Louis Thiry obtient un premier prix d'orgue dans la classe d'orgue de Jeanne Demessieux au conservatoire de Nancy en 1952 et se perfectionne à l'Institut national des jeunes aveugles de Paris auprès d'André Marchal, dont il apprécie particulièrement l'enseignement. Entre 1956 et 1958, il est élève de Rolande Falcinelli et obtient un premier prix d'orgue et d'improvisation du Conservatoire national supérieur de musique de Paris.
Il commence sa carrière d'organiste aux claviers de l'orgue de l'église de Baccarat en 1958 avant de devenir organiste titulaire de l'orgue de l'église Saint-Martin de Metz de 1961 à 1972.
À Metz, il commence à donner des cours d'orgue. Parmi ses élèves messins, on compte l'écrivain et dramaturge Bernard-Marie Koltès ainsi que l'organiste Norbert Pétry.
À Rouen, Louis Thiry est organiste titulaire des orgues historiques Lefebvre (XVIIe siècle) de la chapelle de l'hôpital Charles-Nicolle, et professeur au conservatoire de Rouen (1971 à 2000). Parmi ses anciens élèves du conservatoire de Rouen on peut citer : Alain Mabit, Vincent Bénard, Nicolas Pien, Dominique Cointrel, Jean-Luc Étienne, Vincent Evrard, Vincent Fouré, Vincent Erhart, Claire Labat-Lecaulle, Benjamin Alard, Céline Frisch ou Jérôme Alexandre… L'un d'entre eux, François Ménissier, lui succède en 2000 au CNR de Rouen.
Il fait partie de l'Académie d'orgue de Saint-Dié. Il est particulièrement reconnu pour ses interprétations des œuvres d'Olivier Messiaen et de Jean-Sébastien Bach dont il a enregistré L'Art de la fugue et Le Clavier bien tempéré.
Louis Thiry a donné de nombreux concerts et enregistrements à travers le monde, explorant tous les styles musicaux, des compositeurs du Moyen Âge à ceux d'aujourd'hui. Les amateurs de musique du XXe siècle ont particulièrement apprécié ses interprétations d'Olivier Messiaen, de Jean-Pierre Leguay, de Pierre Vidal ou encore d'Alain Mabit dont il a créé Night songs.
Son grand intérêt pour la musique d'aujourd'hui n'a jamais empêché Louis Thiry de se pencher avec une égale passion sur la musique ancienne. Le dernier enregistrement qu'il a réalisé est d'ailleurs consacré à Guillaume de Machaut, Guillaume Dufay et Josquin des Prés.
En musique baroque, Louis Thiry a donné de nombreux concerts avec des musiciens tels que les chanteurs Henri Ledroit, Dominique Visse, Dominique Vellard ou le violoniste Patrick Bismuth avec lequel il sʼest produit régulièrement en concert.
Il meurt le 27 juin 2019 à l'âge de 84 ans.

## Distinctions
- Louis Thiry est membre de l'Académie de Rouen.
- Chevalier de l'ordre national du Mérite

## Discographie

### Interprète
- Olivier Messiaen, La Nativité du Seigneur, Le Banquet Céleste, Apparition de l'église éternelle, Calliope, 1972, sur l'orgue Metzler de la Cathédrale Saint-Pierre de Genève.
- Olivier Messiaen, Messe de la Pentecôte, Livre d'orgue - idem.
- Olivier Messiaen, L'Ascension, Les Corps glorieux - idem.

Ces trois disques, considérés comme « l'une des plus grandes réalisations de toute l'histoire du disque » (Paul Meunier - Télérama), ont obtenu le grand prix du disque de l'Académie Charles-Cros 1973, ainsi qu'un Diapason d'or : « La nouvelle version de Louis Thiry (que Messiaen a lui-même choisi) s'impose par la science des registrations, la virtuosité digitale et l'intelligence des phrasés... Une intégrale d'une valeur exceptionnelle. » (Carl de Nys - Diapason) 
- Jan Pieterszoon Sweelinck, Fantaisies et Variations, sur l'orgue Kern de l'Église Notre-Dame-des-Blancs-Manteaux, Arion 1972
- Jean-Sébastien Bach, Le Clavier bien tempéré, orgue Kœnig du temple protestant d'Auteuil, Arion 1972, 1975 (4 CD)
- Jean-Sébastien Bach, L'Art de la fugue, Studio SM «Collection Vox humana» 1993 sur l'orgue Johann Andreas Silbermann de l'église Saint-Thomas de Strasbourg.
- Jean-Sébastien Bach, Prélude et fugue en mi mineur BWV 548, sur l'orgue du Temple protestant Saint-Éloi de Rouen, coédition «Octobre en Normandie»/Imprimerie Lecerf 1997
- François Couperin : Messes (extraits), Nicolas de Grigny : Messe (extraits), sur l'orgue de la  Cathédrale Saint-Théodorit d'Uzès, Arion 1974.
- Chant grégorien et orgue : Frescobaldi : Kyrie "Orbis factor", Nicolas de Grigny : Pange lingua, Titelouze : Urbs Jerusalem, Magnificat, Cabezon : Ave maris stella,  Sweelinck : Christe qui splendor et dies, avec le Chœur des moines de l'Abbaye de Saint-Wandrille enregistré à l'Abbaye de Saint-Wandrille, Studio SM 1985
- Guillaume-Gabriel Nivers, Œuvres vocales et instrumentales, avec Henri Ledroit et Michelle Ledroit, Solstice, 1985 sur l'orgue réalisé par le facteur Louis-Alexandre Clicquot en 1739 à l'église Saint-Jacques Saint-Christophe de Houdan.
- Un tour d'Europe à partir de Rouen :  Titelouze : Urbs Jerusalem, Correa de Arauxo : 2 Tientos 4° et 9° ton, Frescobaldi : Canzon dopo l'epistole, Ricercar dopo il credo, Toccata per l'Elevazione, enregistré à l'orgue de l'Abbaye Saint-Georges de Boscherville, Disque Ensemble, 1994
- Olivier Messiaen : Apparition de l'Église Éternelle, Livre d'orgue, Versets pour la fête de la dédicace, aux grandes orgues de l'église de la Trinité de Paris, concert enregistré dans le cadre du Festival Messiaen 1995, Disques Jade, 1995
- Guillaume de Machaut, Guillaume Dufay, Josquin des Prés : Ma fin est mon commencement,  Éditions Hortus 2004, interprétation et transcriptions par Louis Thiry sur l'orgue historique Lefebvre de la Chapelle du Centre Hospitalier Universitaire Charles Nicolle de Rouen. Choc de la Musique. 5 Diapasons.
- Francisco Correa de Arauxo, Tientos, avec le violoniste Patrick Bismuth, Paraty 2011

### Compositeur
- Le jour Louange des heures : musique sur des paroles de Pierre Emmanuel pour le chœur des moniales de l'Abbaye Sainte-Marie de Maumont. Éditions Abbaye de Maumont .

## Citations
« Louis Thiry est un extraordinaire organiste. Virtuose accompli, musicien total, d'une mémoire et d'une adresse sans égales : on peut le classer parmi les héros de la musique ! Il a donné plusieurs exécutions prestigieuses de mes œuvres d'orgue les plus difficiles - notamment de ma Messe de la Pentecôte. Tous ceux qui ont entendu et tous ceux qui entendent Louis Thiry ne peuvent que l'admirer. »

— Olivier Messiaen

« Ainsi chez Bach, chaque fugue est une aventure, une action dramatique où des personnages apparaissent, disparaissent, interagissent, tantôt en pleine lumière, tantôt dissimulés ; parfois un inconnu arrive sur le devant de la scène ; sa présence s'expliquera par la suite lors de sa rencontre avec un personnage déjà connu. »

— Louis Thiry sur L'Art de la fugue

« Curieux instrument, jamais content de son sort ! Toujours, il aimerait être autre : il voudrait tant être flûte ou hautbois. Il ose même tenter d’être voix humaine ou, comble de prétention, voix céleste. Parfois, à lui seul, il voudrait être les multiples voix de l’orchestre. Mais pourquoi cette démesure ? »

— Louis Thiry sur l'orgue

« Il est banal de dire de l'orgue qu'il est le roi des instruments, de magnifier la richesse de ses timbres, la puissance de sa voix, la complexité de son mécanisme, la diversité de ses plans sonores, ses grandes possibilités polyphoniques, etc. Il est moins courant de signaler ses faiblesses et ses servitudes. La grande faiblesse de l'orgue, c'est sa mécanisation: le chanteur, le flûtiste, le violoniste peuvent agir sur le son tout au long de son déroulement, le pianiste maîtrise l'intensité de ses attaques avec une grande subtilité. Devant un son qui lui est donné tout fait, l'organiste n'a comme seul choix que de le bien attaquer et de bien l'arrêter. »

— Louis Thiry à propos de l'enseignement d'André Marchal